# Atac a Huehuetenango de 2022
L'atac a Huehuetenango de 2022 es va tractar d'un suposat intent de magnicidi contra la comitiva del president de Guatemala, Alejandro Giammattei, durant una visita al departament de Huehuetenango, a menys de mig quilòmetre de la frontera amb Mèxic al 30 de juliol del 2022. La versió oficial dels fets ha sigut posada en dubte per part d'alguns mitjans locals.

## Fets
El dissabte 30 de juliol del 2022, un grup de civils armats van obrir foc contra un punt de control de l'Exèrcit de Guatemala per protegir la visita del mandatari d'un poble La Laguna —que es troba a dos quilòmetres del punt— que pertany al municipi Jacaltenango, al departament Huehuetenango. El motiu de la seva visita era la inauguració de la rehabilitació de la carretera Calzada Kaibil Balam i la presentació oficial de la Llei per a Enfortir el Manteniment i Construcció d'Infraestructura Estratègica.
La balança de l'enfrontament armat resultà amb un atacant ferit de nacionalitat mexicana i, poc després, la detenció d'altres quatre suposats atacants de nacionalitat guatemalenca que havien fugit a Mèxic. Aquesta detenció es va fer en coordinació amb les autoritats mexicanes.
El president i la seva comitiva resultaren il·lesos. El portaveu de l'Exèrcit, Rubén Téllez, va assegurar que tot i que els atacants no es van apropar prou de Giammattei, atès que el fet va succeir en un punt de control de seguretat llunyà, sí que anaven en direcció d'on es trobava ell. Es desconeixen les motivacions de l'atac. Algunes fonts assenyalen que l'atacant ferit és membre del Càrtel Jalisco Nova Generació.

## Crítiques
La versió oficial de l'exèrcit guatemalenc va ser ràpidament posada en dubte per mitjans locals, que van subratllar-ne diverses deficiències: el president es trobava a dos quilòmetres del lloc dels fets comunicats; ell en zona urbana i les imatges divulgades en entorn rural. Tot plegat alguns mitjans locals i llatinoamericans apunten que tindria com a objectiu desviar l'atenció internacional de la notícia dels escorcolls a les oficines del mitjà El Periódico de Guatemala i la detenció del seu president i fundador, José Rubén Zamora.